# Долбление металла

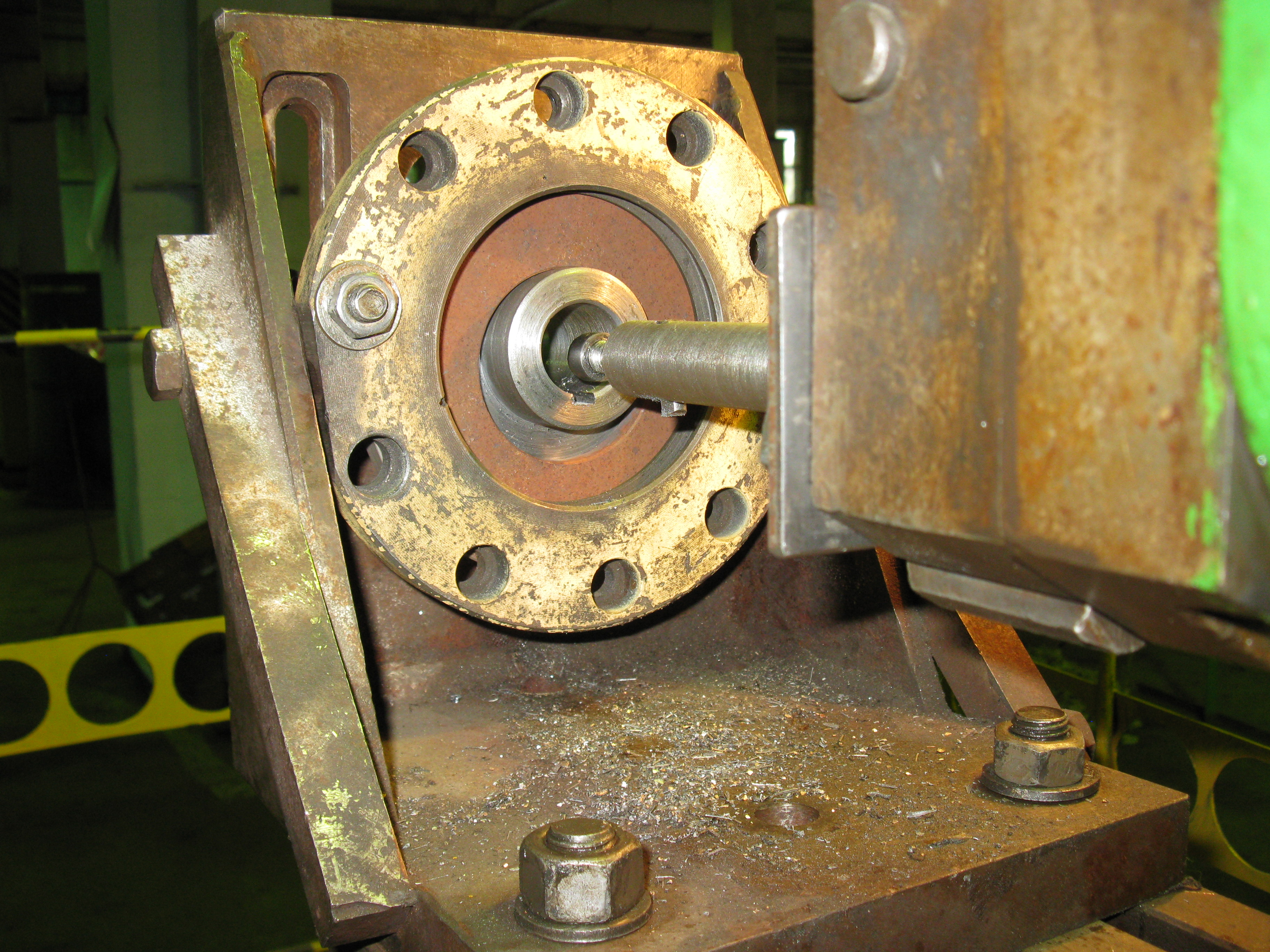
Процесс долбления. Показано угловое приспособление для долбления шпоночного паза на строгальном станке

Долбление металла — вид механической обработки, при которой основной инструмент, (долбяк) совершая возвратно-поступательные движения, ведёт обработку заготовки, достигая таким образом требуемого размера, количества шлицов, зубьев или шпоночного паза. Долбление является ответственной фазой в механико-сборочных процессах. Долбление очень близко к другому виду обработки материалов резанием — строганию.

## Назначение долбления
Основное назначение долбления это:
- Обработка наружных поверхностей.
- Обработка внутренних цилиндрических, многогранных и неравнобоких поверхностей (сквозных и «глухих» отверстий и полостей)
- Нарезание зубчатых колёс как наружного, так и внутреннего зацепления.

## Станки и инструмент для долбления
Долбление достаточно точная операция при обработке материалов и требующая значительного усилия, потому для проведения долбления применяют следующее оборудование:
- Вертикально-долбежные станки: основное предназначение — долбление.
- Строгальные станки: долбление является вспомогательной операцией и отличается низкой точностью (прим. как исключение).
- Универсально-фрезерные станки: долбление производится при установке на главный шпиндель специальной долбежной головки (как вспомогательная операция при мелкосерийном и единичном производстве).
- Долбежные головки устанавливаемые на вертикально фрезерные станки, сейчас головки производят только в Китае и в Республике Беларусь, г. Полоцке.

Основным инструментом при выполнении долбления является так называемый долбяк. Долбяк представляет собой специально приспособленный и заточенный резец устанавливаемый в резцедержателе долбежной головки. Долбяк при работе совершает частые возвратно-поступательные движения (вверх-вниз) и режущей кромкой срезает стружку на обрабатываемой поверхности материала. Заготовка в свою очередь совершает движение подачи в ручном или автоматическом режиме. При долблении применяют СОЖ (смазывающие охлаждающие жидкости).
Для изготовления долбяков применяются быстрорежущие стали и оснащение пластинами из твёрдых сплавов.

## Долбление зубчатых колёс

Рапидовый долбяк с модульным зубом

Зубчатые колёса долбят на специальных зубодолбёжных станках с применением специальных долбяков. Зубодолбёжный долбяк представляет собой зубчатое колесо, снабжённое режущими кромками. Поскольку срезать сразу весь слой металла обычно невозможно, обработка производится в несколько этапов. При обработке инструмент совершает возвратно-поступательное движение относительно заготовки. После каждого двойного хода, заготовка и инструмент поворачиваются относительно своих осей. Таким образом, инструмент и заготовка как бы «обкатываются» друг по другу. После того, как заготовка сделает полный оборот, долбяк совершает движение подачи к заготовке. Этот процесс происходит до тех пор, пока не будет удалён весь необходимый слой металла.